# ロン 僕のポンコツ・ボット
『ロン 僕のポンコツ・ボット』（ロン ぼくのポンコツボット、Ron's Gone Wrong）は、2021年のイギリス・アメリカ合衆国のコンピュータ・アニメーションのSFコメディ映画。
ロックスミス・アニメーションの初の作品であり、 20世紀スタジオが配給する唯一の作品となる。TSGエンターテインメントが制作し、DNEGがアニメーション提供を行った。
2021年10月9日に2021年BFIロンドン映画祭でワールドプレミアが行われ、10月15日にイギリスで、10月22日にアメリカで、20世紀スタジオ（20世紀アニメーションレーベル）により、AMCとリーガルの劇場で3D限定公開され、4月10日のブルースカイ・スタジオ閉鎖後に公開された同スタジオ初のアニメーション映画として、また20世紀スタジオの名前で公開された初のアニメーション映画としての役割を果たした。全世界で5,840万ドルの興行収入を記録し、批評家からも概ね好意的な評価を受けた。

## ストーリー
ある日、バブル社から新製品が発表される。その名もBボット。Bボットは、写真や音楽、SNSなど今までのあらゆるデジタル機能に加え、持ち主にピッタリの友達まで見つけてくれる夢のようなデバイスだった。
ドコノマチ中学校に通う少年バーニーは、友達がおらずBボットも持っていないため学校ではいつも一人ぼっちのだった。そんな中、バーニーは誕生日を迎える。バーニーのおばあちゃんは、誕生日パーティーにクラスメイト全員を招待しようとはりきるが、結果誰もパーティーにはこなかった。バーニーは、誕生日プレゼントにBボットを貰えると期待していたが、貰えたのはロックハンマーで、バーニーは落ち込む。バーニーはBボットを欲しいとねだるが、断られてしまう。しかし、本当はBボットを買ってあげたいお父さんとおばあちゃんは、夜中にこっそりバブルストアへ向かうが、着いた瞬間に閉店してしまう。2人は諦めて帰ろうとするが、そこでトラックに乗ったボロボロのBボットを見つける。
次の日。バーニーのベッドの前にはBボットが置かれていた。バーニーは大喜び。お父さんに抱きついてお礼を言い、さっそく電源を入れる。しかし、なかなか電源がつかない。やっと起動したと思ったら『友情インストール中5%』と表示される。さらに、本来なら起動した瞬間にネットワークに接続されるはずが、このBボットはなぜかネットに繋がっておらず、繋ぎかたを調べようと思っても、その答えがネット上にあるため意味がなかった。バーニーはこのBボットはポンコツだとがっかりしてしまう。その後も、包丁を振り回したり、部屋をめちゃめちゃにするなどのポンコツっぷりを見せ、バーニーは返品しようとする。しかし、他のBボットにはなく自分のBボットにだけある何かに気付いたバーニーは、ポンコツBボット「ロン」といっしょに「本当の友情」を探しはじめる。

## 登場人物
ロン（Ron）
最新式のロボット型デバイスであり、バーニーのもとに届いた「Bボット」の不良品。ローディングに異常に時間がかかり、オンラインにも接続できず、友達探しをすることもできないというポンコツっぷりを見せる。親友となったバーニーの為に彼の事を知り、友達作りに奮闘する。
バーニー・プダウスキー（Barney Pudowski）
友達のいない中学生。ロンに自分なりの“友達の条件”を説明し、“友達の作り方”を教え込む。小さいころに母親を亡くしている。当初は欠陥品であるロンのことを煙たがるが他のロボットにない良さに気付き、ロンに友達のことを教える。

## キャスト
| 登場人物                                 | 声優                           | 声優         |
| 登場人物                                 | 原語版                         | 日本語吹替版 |
| ---------------------------------------- | ------------------------------ | ------------ |
| ロン / RONB1NT5CAT5CO                    | ザック・ガリフィアナキス       | 関智一       |
| バーニー・プダウスキー                   | ジャック・ディラン・グレイザー | 小薬英斗     |
| ドンカ・プダウスキー（バーニーの祖母）   | オリヴィア・コールマン         | 阿知波悟美   |
| グラハム・プダウスキー（バーニーの父親） | エド・ヘルムズ                 | 小松史法     |
| マーク・ワイデル                         | ジャスティス・スミス           | 宮崎遊       |
| アンドリュー・モリス                     | ロブ・ディレイニー             | 佐々木啓夫   |
| サバンナ・ミーズ                         | カイリー・キャントラル         | 久遠エリサ   |
| リッチ・ベルチャー                       | リカルド・ウルタド             | 下松谷嘉音   |
| アレックス                               | マーカス・スクリブナー         |              |
| ジェイデン                               | トーマス・バルブスカ           |              |

## 製作
ロックスミス・アニメーションは、パラマウント・ピクチャーズと契約していたが、パラマウントの経営陣が交代し、その関心が他所へと移ってしまったため、パラマウントはロックスミスとの契約を解除した。ロックスミスは、企画中の3本のプロジェクトを20世紀フォックスに持ち込み、長期的な複数の映画製作契約を結び、1本の映画の製作が承認されることとなった。2017年10月12日、ロックスミス・アニメーションが最初に公開する作品は、もともと20世紀フォックスが2020年11月に公開を予定していた本作であることが発表された。アレッサンドロ・カルローニとジャン＝フィリップ・ヴァインが本作の共同監督を務め、ピーター・ベイナムとロックスミスの共同創設者であるサラ・スミスが脚本を執筆することとなった。 DNEGは、デジタル制作パートナーとして参加した。同日、ベイナムとエリザベス・マードックが製作総指揮に就任した。10月30日、20世紀アニメーションがロックスミスと共同で作業を担当することになった。2020年5月には、カルローニに代わってオクタビオ・ロドリゲスが共同監督に就任し、2021年1月にスミスが監督として加わった。
新型コロナウイルス感染症の世界的流行の際には、アニメーション作業と声優の作業が遠隔で行われた。

### ロンのデザイン
共同監督のスミスとヴァインは物語の核となる新しいデバイスについて、自分たちがシリコンバレーの大きな会社に勤める社員になった気持ちで、“子供たちのためにスタイリッシュで魅力的な何かを作るとしたら、どんなデザインにするだろうか？”と考えた。そして体全体がスクリーンであり、肌をダウンロードしたり、デザインしたり、子供たちが自分でパーソナリティを与えることができるということに重点をおくことにした。「それぞれのBボットはどれも素敵でありつつ、お互いと違っていて同じものはない、そんな存在にしたかった」と語っている。
また、もうひとつのインスピレーションとして、実際にとても多くの会社が次の世代のデバイスを考案しようとしている事実をあげている。スミスは、「みんな、iPadやiPhoneに取って代わるものを作ろうとしている。iPadやiPhoneだって、言ってみれば、あなたの小さなロボットの友達。私たちは、それはどんなものになりえるのだろうかと夢を見てみた。」と語り、さらには『スター・ウォーズ』のBB-8を生み出したスパロウという会社にアクセスし、アドバイスを求めたという。スミスはその時のことについて、「次のテクノロジーはどんなものでしょうか？これは可能でしょうか？と聞いた。そしてBボットのようなものが出てくることは現実に十分あり得ると感じた」と回想する。

## 音楽
ヘンリー・ジャックマンが映画音楽の作曲を担当する。
2021年8月19日、リアム・ペインが「サンシャイン」という映画の公式ソングを歌うことが発表された。この曲は2021年8月27日にリリースされた。

## 公開
2017年10月、本作は2020年11月6日の公開を予定していた。2019年11月、本作の公開日が2021年2月26日に変更された。2020年5月、COVID-19によるパンデミックの影響で、本作の公開日はさらに2021年4月23日へと変更された。その後、2021年1月22日に、再度2021年10月22日に延期されることとなった。
ウォルト・ディズニー・カンパニーは2021年9月10日に同年公開予定作品のスケジュールを発表し、本作品については予定通り2021年10月22日に公開することを明らかにした。
また、ディズニーは公開から45日間は劇場独占とする方針も発表し、その後、日米共に2021年12月15日から動画配信サービスのDisney+にて、見放題作品として追加することを発表した。なお、アメリカではディズニーによる21世紀フォックスの買収前にフォックスがHBO（ワーナーメディア）との間でフォックス作品の優先放映契約を結んでいる。この様な事情から、同国ではDisney+に加えて、ワーナーメディア系動画配信サービスであるHBO Maxでも見放題作品として追加された。
なお、今後のロックスミス・アニメーション作品の配給は、2019年に同スタジオと複数年の制作契約を結んだワーナー・ブラザース・ピクチャーズが担当するため、本作は20世紀スタジオが配給する唯一のロックスミス作品となった。

## 作品の評価
Rotten Tomatoesによれば、96件の評論のうち、高評価は80%にあたる77件で、平均点は10点満点中6.6点、批評家の一致した見解は「技術の進歩に立ち向かうアニメ映画はこれが初めてではないが、ユーモアと思いやりの心をエンターテインメント作品としてうまく両立させるという点では、『ロン 僕のポンコツ・ボット』はうまくいっている。」となっている。
Metacriticによれば、23件の評論のうち、高評価は12件、賛否混在は10件、低評価は1件で、平均点は100点満点中65点となっている。